# 臺灣黃鵪菜
臺灣黃鵪菜（學名：Youngia japonica subsp. formosana (Hayata) Kitam.）為菊科東亞廣布種黃鵪菜（學名：Y. japonica (L.) DC.）於臺灣的特有亞種，與臺灣另一特有亞種山間黃鵪菜（學名：Y. japonica subsp. monticola K. Nakam. & C.-I Peng）曾相互混淆。其採集紀錄雖可追溯至1906年，分類地位卻直至2012年才漸趨明朗。現已知侷限分布高雄壽山西海岸、旗後山及屏東琉球嶼等地，一般生長在臨海珊瑚礁石灰岩上，與其他亞種之間的明顯差異包括較嬌小的植株、較厚且帶天鵝絨質感的葉片、呈紅棕色的瘦果等。《2017年臺灣維管束植物紅皮書名錄》將其受脅等級評定為「暫無危機」（Least Concern, LC）。

## 形態
蓮座狀小草本，植株高度約7公分。葉匙狀線形或略呈琴狀，長約7公分、寬約2公分，葉柄尚稱明顯；葉下表面密布粗短毛，觸感如天鵝絨；葉尖一般圓鈍，葉緣琴狀羽裂，越靠近葉尖的羽裂片尺寸越大，羽裂片邊緣帶不規則淺鋸齒，鋸齒前緣常具短凸尖。頭狀花序黃色，僅由舌狀花構成，總狀著生於花序軸上。成熟瘦果呈紅棕色，紡錘形至卵形，長約2.3公釐、寬約0.7公釐，整體略作彎曲、壓扁狀，表面可見多道縱向稜脊，底部平截或圓鈍，先端緊縮成喙狀，頂生白色冠毛，冠毛長度約2公釐。

## 分布與棲地
臺灣特有，侷限分布南臺灣高雄壽山西海岸、旗後山及屏東琉球嶼等地，一般生長在臨海珊瑚礁石灰岩上，所處環境終年日照強烈。

## 分類

### 早期分類
本種最初由早田文藏於1911年引證川上瀧彌、中原源治於1906年採自打狗（現今高雄）的標本發表新種（模式標本現典藏於日本東京大學植物標本館），當時被歸入還陽參屬（學名：Crepis L.），使用學名Crepis formosana Hayata，並描述其形態近似Crepis japonica（現為Y. japonica japonica同物異名），唯本種葉片具備獨特的天鵝絨質感（原文：Near C. japonica BENTH., from which the present plant differs in having velvety leaves.）。該學名隨後於1933年、1936年、1937年、1938年陸續被降階做種下分類群，或改列入黃鵪菜屬（學名：Youngia Cass.）。1998年《臺灣植物誌第二版》出版時，菊科主編彭鏡毅、鍾國芳、李惠林採納北村四郎於1937年的分類觀點，視本種為東亞廣布種黃鵪菜（學名：Y. japonica (L.) DC.）於臺灣的特有亞種，使用學名Y. japonica subsp. formosana (Hayata) Kitam.，並描述本種普遍分布本島海拔1500至2500公尺山區。值得注意的是，《臺灣植物誌第二版》對本種地理分布之描述與早田文藏已有明顯差異，故臺灣植物學者曾有段時間認為Y. japonica subsp. formosana (Hayata) Kitam.為主要分布本島中海拔山區的特有亞種。

### 再發現與重新分類
約莫2010年或更早，靜宜大學陳玉峰教授等人探查高雄壽山西海岸期間，發現該地珊瑚礁岩上生長著一種形態特殊、疑似從未被正式描述的黃鵪菜屬植物。隨後經中研院彭鏡毅教授團隊取樣研究，2012年完成對臺灣所有黃鵪菜屬植物的分子親緣分析，確認該不知名黃鵪菜與黃鵪菜（學名：Y. japonica (L.) DC.）關係緊密，應為其亞種，與指名亞種之間的分化事件可能源自更新世晚期或更為晚近。彭教授團隊於該過程重新檢視臺灣所有黃鵪菜屬植物模式標本，進而發現《臺灣植物誌第二版》所稱Y. japonica subsp. formosana (Hayata) Kitam.與早田文藏於1911年發表的C. formosana Hayata並非相同植物，前者特產本島中海拔山區、植株體型較大、葉質地光滑，後者侷限分布南臺灣珊瑚礁海岸、植株體型較小、葉帶天鵝絨質感。基於命名法規裡的優先原則，臺灣黃鵪菜（Y. japonica subsp. formosana (Hayata) Kitam.）一名被保留給後者，即早田曾於1911年描述的植物，前者則改稱山間黃鵪菜（Y. japonica subsp. monticola K. Nakam. & C.-I Peng）。